# موزه کندلوس
موزهٔ کندلوس 
موزه‌ای است در استان مازندران روستای کندلوس، از توابع شهرستان نوشهر . تاریخ ساخت این موزه بین سال‌های ۱۳۶۰ تا ۱۳۶۸ است که به همت دکتر علی اصغر جهانگیری ایجاد شد.
اشیای این موزه مربوط به دوران پیش از میلاد مسیح و قبل از اسلام و همچنین دوران اسلامی می‌شود. در آبان ۱۳۸۹ عملیات آسفالت جادهٔ خاکی منتهی به این روستا و موزه پایان یافت.
مجموعه اشیای نگهداری شده در مجموعه فرهنگی کندلوس در بخش‌های مختلف طبقه‌بندی شده‌است. این اشیا شامل بافته‌ها، پوشاک و زینت‌آلات روستایی، مجسمه‌ها، نقاشی‌های سنتی و قهوه‌خانه‌ای، ظروف و ابزارآلات فلزی و چوبی و اشیا و ظروف سفالی، چینی آلات، وسایل روستایی از هزاره دوم قبل از میلاد تا دوره قاجاریه است. اسناد و کتب خطی، نسخ خطی، کلام‌الله مجید، دیوان اشعار، عقدنامه‌ها، فرامین و تاریخ بزرگان، مبارزان و ملاکان مازندران ازجمله میرزا علی خان دیوج یا علی دیوسالار کُجوری (سالار فاتح) ، بزرگ خاندان خواجوند خزاعی و رویانیان نبی خان رویانی (صارم الممالک رئیس) و برادرش ربیع خان رویانی (قهرمان جنگ) نیز بخشی از این گنجینه به شمار می‌رود.
این موزه در سال ۹۰ بالغ بر ۶۰۰۰۰گردشگر ایرانی و خارجی را میزبانی کرده‌است و همچنین موجب شهرت و معروف شدن کندلوس در سطح کشور و در سطح بین‌المللی گردیده است.

## آثار
این موزه دارای آثار منحصر به فردی از تاریخ و هنر باستانی تا معاصر در حوزهٔ زمین‌شناسی، خوشنویسی، نقاشی و غیره است. این موزه دارای ابزارهای باستانی و لوازم معمولی زندگی در دوران تاریخی و معاصر نیز در کنار آثار مردمشناسی و کتاب‌های خطی بوده و بخشی نیز مربوط به ابزارهای موسیقی دارد.